# Peter Machajdík
Peter Machajdik (Bratislava, 1º giugno 1961) è un compositore slovacco.
Nel 1992 ha ricevuto una borsa di ricerca del DAAD di Berlino.
Nel 1980 non è stato accettato all'Alta scuola di arti musicali di Bratislava perché il suo concetto di musica, in quel momento, era stato fortemente influenzato dalle avanguardie occidentali e considerato troppo alternativo per la scuola.
A 27 anni, Machajdík si è laureato presso l'Università di Economia di Bratislava. Il suo primo riconoscimento internazionale come compositore è arrivato con il suo lavoro multimediale Intimate Music con David Moss a Inventionen 1994 a Berlino. La sua prolifica produzione da allora è stata eseguita e trasmessa in tutto il mondo e la sua produzione musicale non si è rivolta solo alla musica per concerti, ma anche quella per il teatro, il cinema, la danza moderna e le arti visive.
Machajdík ha ricevuto numerose commissioni e riconoscimenti tra cui: Fondazione Kulturfonds, Fondazione Russolo-Pratella, Fondo Musicale Slovacco, Radio della Repubblica Ceca, Germania Accordion Society e da Bratislava Music Festival. Machajdík è stato anche il compositore in residence presso Schloss Wiepersdorf in Niederer Fläming, Germania, a Künstlerhäuser Worpswede, a Künstlerhaus Lukas in Ahrenshoop sulla costa tedesca del Mar Baltico, e presso Künstlerhaus Judenburg. Nel 2006 ha ricevuto il Premio "Ján Levoslav Bella", il premio più significativo per la musica in Slovacchia.
Peter Machajdík è docente presso la Facoltà di Belle Arti dell'Università di Košice.

## Alcune opere significative
- Natural Harbors[7] per violino, viola, violoncello, contrabbasso e pianoforte (2022) 15 min
- The Lost Blue - Still Connecting[8] per flauto, percussion (vib, crotali) e pianoforte (2022) 14 min
- Converging Understandings[9] per 2 flauti, 2 oboi, 2 clarinetti, 2 fagotti, 2 corni (2022) 11 min
- Kryha[10] per due fisarmonici (2021)
- Da perenne gaudium[11] per organo (2021)
- Passing Through Nothing[12] per quartetto d'archi (2020) 10 min
- Gegen.Stand[13],  Concerto per fisarmonica (2019) c. 20'00"
- 1-9-1-8 per violino e pianoforte (2018)
- Signes de la mémoire  per clarinetto, violino, violoncello e pianoforte (2018)  c. 8'00"
- The Son, quintetto per chitarra e quartetto d'archi, 10 min (2017)
- In Embrace, (Contrabbasso e pianoforte), 11 min (2017)
- Portus pacis (organo), 9 min (2016)
- Behind the Waves[14] (viola sola e orchestra d'archi), 12 min  (2016)
- Seas and Deserts (quartetto d'archi e audio-playback), 12 min (2015)
- Danube Afterpoint (ottavino, flauto, clarinetto, clarinetto basso, due pianoforti e quartetto d'archi), 15 min (2015)
- Effugium fisarmonica e audio-playback, 8 min (2015)
- Senahh (flauto e pianoforte), 9 min (2015)
- Green (fisarmonica) (2015)
- Turbulent Times (timpani, tamburo, grancassa e orchestra d'archi), 10 min  (2014)
- Spomaleniny (violino e pianoforte), 8 min (2014)
- Munk (viola e pianoforte), 12 min (2013)
- Wie der Wind in den Dünens[15] (orchestra d'archi), 12 min (2011)
- The Immanent Velvet (pianoforte), 12 min (2011)
- Kyrie  (coro misto, SATB), 4 min (2011)
- Pictures Of A Changing Sensibility (violino e pianoforte) (2011)
- Linnas (pianoforte) (2011)
- Domine (coro misto e campane tubolari), 5 min (2011)
- Flower full of Gardens (arpa) / (clavicembalo) (2010)
- San José (orchestra) (2010)
- Zem zeme (quartetto di clarinetti), 12 min (2009)
- On the Seven Colours of Light (organo), 27 min (2007)
- Iese (flauto), 5 min (2007)
- To the Rainbow So Close Again (quartetto d'archi) (2004)
- Nell'autunno del suo abbraccio insonne (arpa) (2004)
- Obscured Temptations (pianoforte) (2003)
- Si diligamus invicem (coro misto, SATB) (2002)
- Kirin per oboe (1999/2001) 9 min
- Namah[16] (orchestra d'archi e legno), 11 min (2000)
- Lasea (orchestra d'archi), 9 min (2000)
- Wrieskalotkipaoxq per quartetto di sassofoni, 9 min (1996)

## Discografia
- 1995: THE ReR QUARTERLY QUARTERLY, ReR Volume 4 No 1 CD - ReR 0401
- 2003: NAMASTE SUITE (Guido Arbonelli) Mnemes HCD 102
- 2008: NUOVE MUSICE PER TROMBA 6 (Ivano Ascari) AZ 5005
- 2008: THE HEALING HEATING (R(A) DIO(CUSTICA) SELECTED 2008) Czech Radio
- 2008: NAMAH[17][18], (Musica Slovaca SF 00542131, 2008), Floraleda Sacchi, Jon Anderson, Guido Arbonelli, David Moss (musicista)
- 2009: MINIMAL HARP, (Floraleda Sacchi) DECCA / Universal 476 317
- 2011: INSIDE THE TREE[19] (musica per cello e arpa) Amadeus Arte Catalogue No. AA11003
- 2012: CZECHOSLOVAK CHAMBER DUO (Dvořák / Machajdík / Schneider-Trnavský) Czech Radio, #CR0591-2
- 2012: A MARVELOUS LOVE - New Music for Organ[20] (Carson Cooman suona musiche di Peter Machajdík, Patricia Van Ness, Jim Dalton, Tim Rozema, Al Benner, Thomas Åberg e Harold Stover.), Albany Records, TROY1357
- 2012: THE IMMANENT VELVET[21] (Composizioni per pianoforte, chitarra, violoncello, arpe e orchestra d'archi), Azyl Records, R266-0024-2-331
- 2018: FRIENDS IN COMMON TIME[22] (Musiche di Peter Machajdík, Tor Brevik, Francis Kayali, Adrienne Albert, Peter Kutt, Andre Caplet, Kevin W. Walker, Alexander Timofeev) Catalogue No. © Copyright - Rebecca Jeffreys (700261465210)
- 2018: BIRDS[23] (Musiche di: Peter Machajdík, François Couperin, Jean-Philippe Rameau, William Byrd, Olli Mustonen), Elina Mustonen - cembalo  © Fuga 9447,  EAN: 6419369094478
- 2019: BOWEN-REGER-MACHAJDÍK-BRAHMS[24] (Ivan Palovič - viola, Jordana Palovičová - pianoforte). (Musiche di Peter Machajdík, Johannes Brahms, Max Reger e York Bowen) © Pavlík Records
- 2022: MACHAJDÍK, RUNCHAK, ZYCH, STIVRINA • ACCOSPHERE NEW ACCORDION CHAMBER MUSIC • PALUS, BUDZIŇÁKOVÁ[25] (Duo Accosphere, Airis String Quartet). Musiche di Peter Machajdík, Grzegorz Majka, Volodymyr Runchak, Renate Stivrina, Tyler Versluis e Wojciech Ziemowit Zych © DUX Records
- 2022: Proxima Piano Trio - Current Vibes[26] (Proxima Piano Trio). Musiche di Peter Machajdík, Peter Groll, Matej Sloboda e Konštantin Ilievsky © UBU Collection 2022

## Collaborazioni
Ha collaborato con diversi artisti, tra i quali: Floraleda Sacchi, Jon Anderson, Guido Arbonelli, Piero Salvatori, Ivano Ascari, David Moss, Carson Cooman, conduttori Anu Tali, Gum Nanse, Aleksander Gref, Peter Breiner, Miran Vaupotich, Maria Makraki, Ondrej Koukal e Karol Kevický, il Janáček Philharmonic Orchestra, l'Orchestra Filarmonica di Košice, l'Orchestra Sinfonica della Radio Nazionale Slovacca, Slovak Chamber Orchestra, Camerata Europea, Coro da Camera Ave, Slovak Sinfonietta, Veni Ensemble.